# Esperanza Malchi
Esperanza Malchi, scritto anche come Malk o Malkhi (... – Costantinopoli, 1º aprile 1600), era una donna d'affari ebrea ottomana e Kira di Safiye Sultan.

## Origini
Esperanza proveniva da una famiglia ebrea di origini italiane trasferitasi a Costantinopoli. Sposò un mercante ebreo che riforniva l'harem imperiale di articoli di lusso, da cui ebbe almeno tre figli. Dal momento che l'entrata all'harem era vietata agli uomini, Esperanza lavorò come intermediaria fra il marito e le concubine, diventando una Kira. Una volta rimasta vedova, continuò in proprio l'attività del marito. 
A causa della presenza in contemporanea di diverse Kira non identificate per nome è difficile stabilire con precisione quando iniziò la sua carriera. In particolare, Esperanza iniziò la sua carriera durante gli ultimi anni di servizio di Esther Handali, Kira di Nurbanu Sultan.

## Carriera
Esperanza divenne Kira di Safiye Sultan, favorita di Murad III, nel 1574, quando lui salì al trono. Entrata nelle sue grazie, passò dall'essere una semplice agente commerciale a persona di fiducia, gestendo, fra gli altri, transazioni finanziarie e corrispondenza diplomatica e fornendo servizi come spia e consulente politica. 
La relazione fra Esperanza e Safiye era tanto stretta che si diffusero voci secondo le quali le due donne erano amanti. 
Inoltre, Esperanza guadagnò un'enorme fortuna dalla sua posizione, si dice con mezzi per lo più illegali.
L'influenza e il potere di Esperanza aumentarono ancora quando Safiye divenne Valide Sultan (Sultana madre) nel 1585, con la salita al trono di suo figlio Mehmed III.
In questo periodo è nota per aver gestito la corrispondenza fra Safiye e Elisabetta I d'Inghilterra e per aver cercato di spingere Safiye a mettere in pratica una politica anti-veneziana, scontrandosi con la Kira Esther Handali e in particolare con le spie veneziane Beatrice Michiel e Chirana, che agivano in senso opposto. È riportato che in diverse occasioni Beatrice e Esperanza ontrarono di fronte alla stessa Safiye. 

## Morte
Esperanza era una figura impopolare a Costantinopoli, sia fra l'esercito che fra il popolo. Erano mal viste sia la sua influenza su Safiye Sultan, lei stessa poco popolare, e quindi sull'Impero, sia la sua grande ricchezza, che si diceva fosse ottenuta con mezzi illegittimi. 
Nella primavera del 1600 una crisi finanziaria portò alla svalutazione della moneta e al mancato pagamento degli stipendi, fra cui quelli dell'esercito. Il malcontento si tramutò in rivolta e il 1 aprile un'enorme folla di popolani e giannizzeri chiese al sultano Mehmed III e a sua madre Safiye la testa di Esperanza. Il sultano acconsentì e la donna fu catturata e linciata vicino alla casa di Halil Pascià, kaimakam di Costantinopoli, dove si era rifugiata. Insieme a lei morì il figlio maggiore, mentre gli altri due riuscirono a fuggire. Uno presumibilmente lasciò l'Impero, mentre il secondo si convertì all'Islam e fece carriera nella capitale. 
La sua morte fu molto sentita nella comunità ebraica di Costantinopoli. 